# LPR-arkkitehdit
LPR-arkkitehdit Oy (auparavant Cabinet d'architectes Laiho, Pulkkinen & Raunio Oy) est un Cabinet d'architecte fondé en 1976 à Turku en Finlande

## Présentation
Les fondateurs du cabinet sont Ola Laiho, Mikko Pulkkinen et Ilpo Raunio. 
En 2013, le cabinet emploie 18 personnes.
Depuis 2014, les nouveaux propriétaires sont Pauno Narjus, Veera Rautaheimo et Jaakko Rautanen.

## Ouvrages significatifs
- Église d'Haapavesi (1981)
- Palais présidentiel (rénovation) (2012–2014)[2],
- Maison de la musique (2011)[3],
- Prison de Turku (fi) (2007)[4],
- Musée d'art de Turku, (rénovation et agrandissement) (2000–2004)[5].

## Galerie

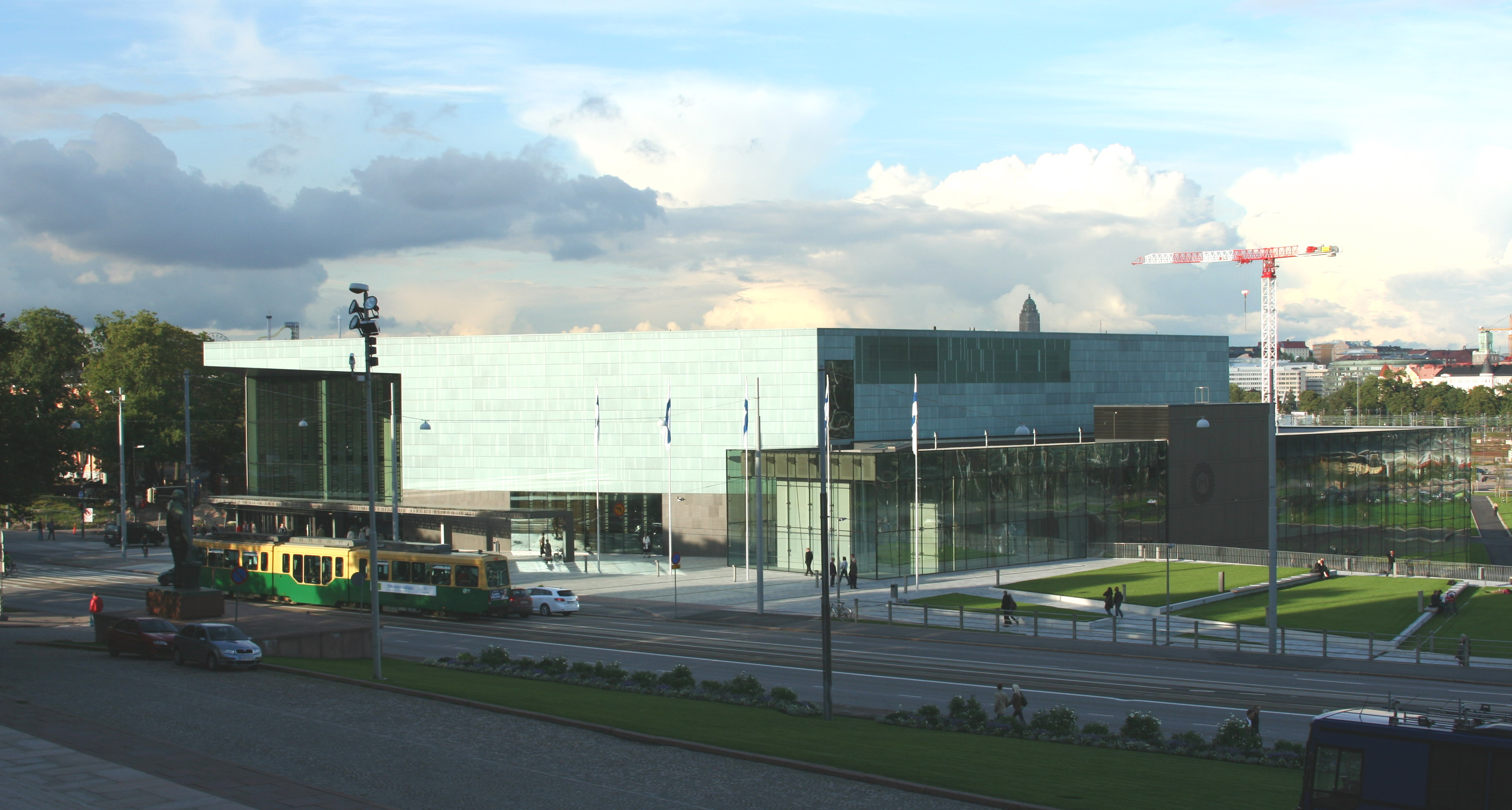
Maison de la musique d'Helsinki (2011).
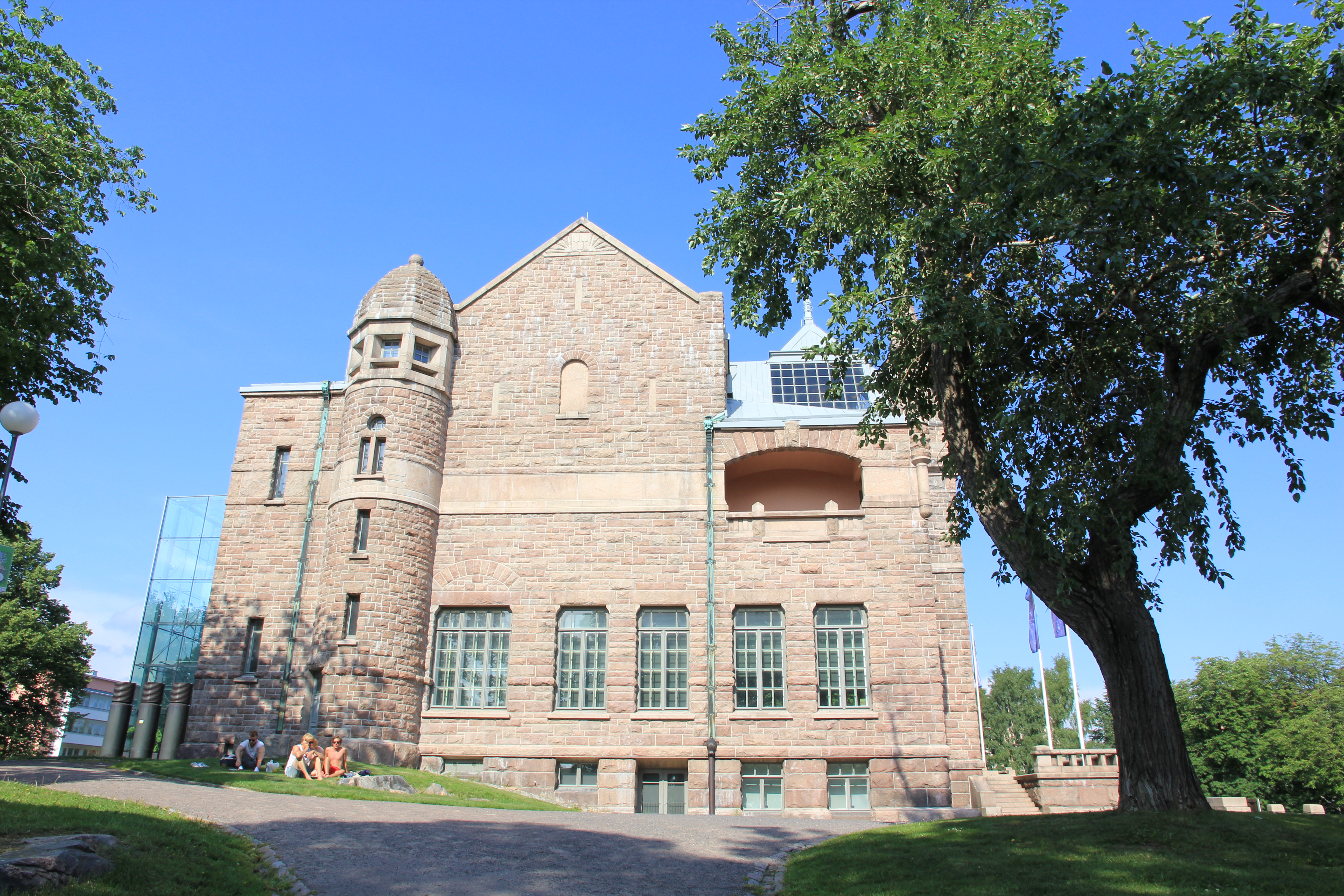
Musée d'art de Turku (2004).
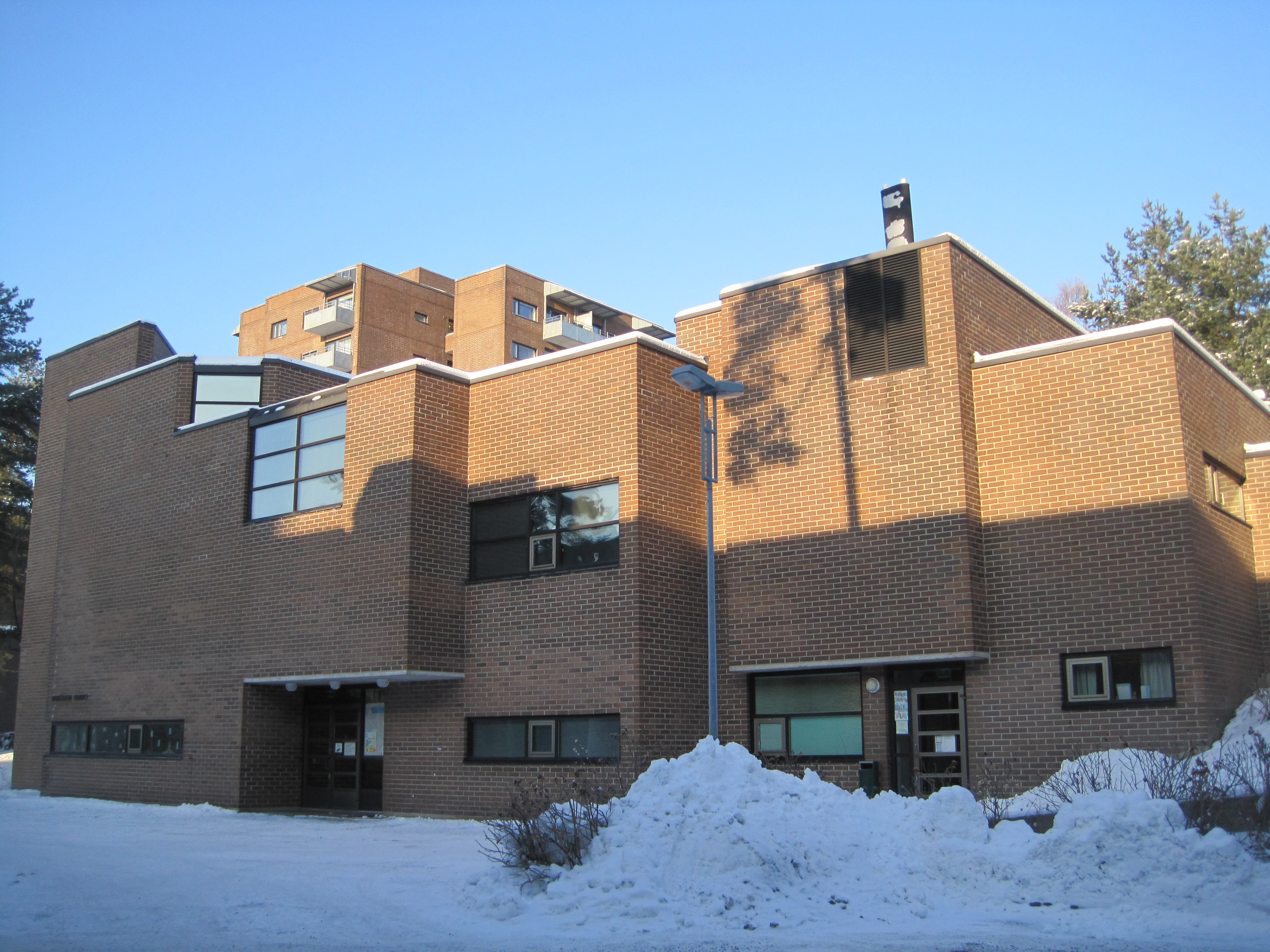
Église de Varissuo.